# Las Herrerías (Almería)
Las Herrerías es una localidad y pedanía española perteneciente al municipio de Cuevas del Almanzora, en la provincia de Almería. Está situada en la parte nororiental de la comarca del Levante Almeriense. Cerca de esta localidad se encuentran los núcleos de Las Rozas, La Rioja, La Mulería, Pocos Bollos, Burjulú, El Arteal y Palomares.

## Historia

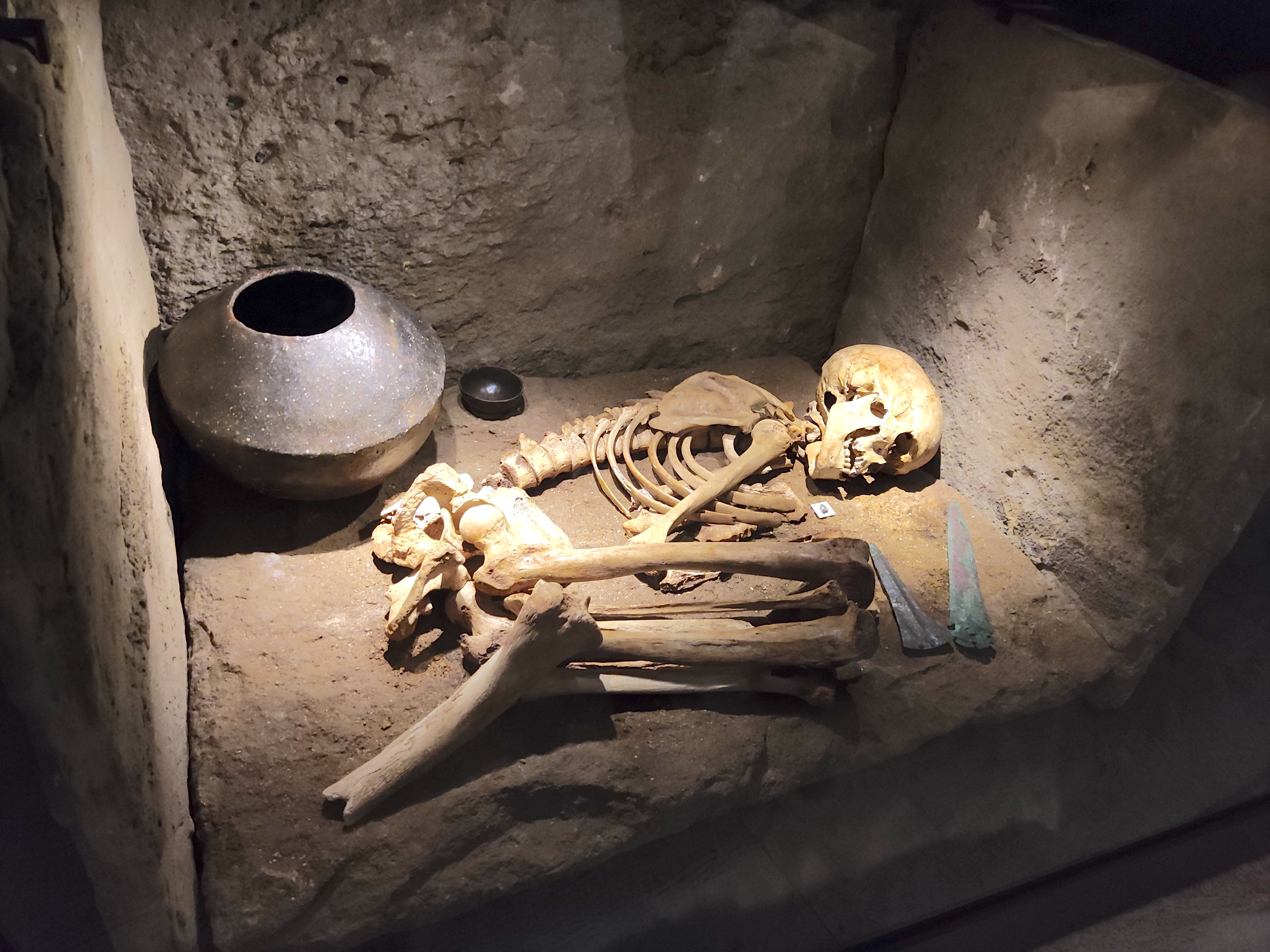
Cista de Herrerías. Mina Iberia. Bronce Antiguo. Museo Arqueológico Nacional. Muestra excepcional de un enterramiento de alto rango de la fase inicial de la cultura argárica.

Los primeros asentamientos en la zona datan del Calcolítico. La primera prueba de la fundición de metales en toda Europa fue un horno hallado por el ingeniero y arqueólogo Luis Siret en Las Herrerías, concretamente en la zona de Almizaraque. Otras poblaciones asentadas en la zona en época más reciente fueron los fenicios, los cartagineses y los romanos.
Será casi dos milenios después cuando el descubrimiento en 1839, del filón de plomo argentífero del Barranco del Jaroso, en Sierra Almagrera, provocase el interés en la zona y la creación de nuevos núcleos urbanos. Es en 1850 cuando se crea la fundición de la Atrevida –de la que aún se conserva el arco de entrada– en el paraje de Las Herrerías, y a su alrededor comienza a configurarse el núcleo de población actual. La zona conformaba un enclave peculiar, dibujado de montañas de escoriales de origen desconocido, que se cree que datan de las explotaciones romanas y cartaginesas. En 1870 se descubrió dentro de los escoriales del cerro Virtud, plata nativa que explotaron los fenicios, pues no conocían las aleaciones de los minerales, solo conocían los minerales puros.
El descubrimiento de la plata nativa en los escoriales provoca el auge de la minería en el pueblo, con la formación de múltiples empresas mineras y la apertura de diversas explotaciones. Las más rentables fueron las minas de Guadalupe, Petronila, Unión de Tres, Iberia, Santa Matilde y Virgen de las Huertas. Por otro lado, también comenzaron un rico criadero de hierro manganesífero a cielo abierto.
El 20 de mayo de 1884 una gran riada desbordó el río Almanzora e inundó estas minas, provocando grandes pérdidas materiales y humanas. A partir de este hecho el sueño de la plata fue desvaneciéndose paulatinamente.
En 1885, gracias a la visión empresarial y social de Luis Siret, se inauguró en Las Herrerías el primer ferrocarril de la provincia de Almería, que llegaba hasta la costa y funcionaba con tracción a motor, con el propósito de dar salida de forma económica al hierro extraído. Se le debe también a Siret la creación del hospital del pueblo, las escuelas, la central eléctrica y la llegada del agua corriente.

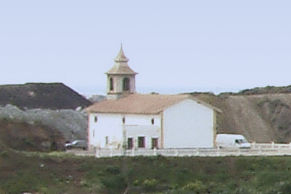
Iglesia de la Sagrada Familia, en Las Herrerías.

Es también una época protagonizada casi en exclusivo por la titánica tarea de desaguar las minas tras la riada de 1884.
Se produjo más tarde un nuevo intento de rentabilizar las minas de plata de Las Herrerías con la utilización pionera en la provincia de la extracción por cianuración, pero los criaderos de plata se encontraban prácticamente agotados, lo que reafirmó la hegemonía de las explotaciones de hierro, a las que el pueblo siempre deberá su nombre.
Con el estallido de la Primera Guerra Mundial la minería del hierro entró en crisis, lo cual afectó profundamente a las minas de Las Herrerías. Hasta finales de los años 50 la empresa pública Minas de Almagrera intentó reimpulsar el sector, manteniendo en activo el ferrocarril, que finalmente fue totalmente desmantelado.
En las últimas décadas del siglo XX y principio del siglo XXI se extrajo sulfato de bario –barita– a gran escala de las minas de Las Herrerías situadas junto a la antigua Roza de Santa Matilde. Esta cantera de barita fue descubierta por el geólogo palestino llamado Ali Mahmud Ali-Mahmud (Palestina 1945- Mojácar 2021).
En los años más prósperos de la minería el pueblo llegó a contar con dos iglesias (de las cuales se conserva la Iglesia de la Sagrada Familia), un economato, farmacia y cine, entre otros servicios. El emplazamiento de la plaza Mayor del pueblo se encuentra en el lugar donde históricamente se encontraba la plaza del Mercado. En el emplazamiento donde se levantaba el cuartel de la Guardia Civil, en la actualidad se encuentra el salón social de Las Herrerías, lugar de reunión por parte de los vecinos. Aún siguen en pie viviendas y edificios de la época minera como la casa de Luis Siret, así como son visibles las montañas de escoriales sobre las que está construido gran parte del pueblo.

## Demografía
Según el Instituto Nacional de Estadística de España, en el año 2019 Las Herrerías contaba con 273 habitantes censados, lo que representa el 1,94% de la población total del municipio.

### Evolución de la población
| Gráfica de evolución demográfica de Las Herrerías entre 2009 y 2019 |
|                                                                     |
| Datos según el nomenclátor publicado por el INE.                    |

## Comunicaciones

### Carreteras
Las principales vías de comunicación que transcurren por esta localidad son:
| Identificador | Denominación                       | Itinerario                               |
| ------------- | ---------------------------------- | ---------------------------------------- |
| AL-8105       | De A-332 a A-332 por Las Herrerías | A-332 (Vta. El Perejil) - A-332 (Duarte) |
| AL-8106       | De AL-7107 a AL-8105               | Villaricos - Las Herrerías               |

Algunas distancias entre Las Herrerías y otras ciudades:
| Ciudades             | Distancia (km) |
| -------------------- | -------------- |
| Cuevas del Almanzora | 9              |
| Vera                 | 14             |
| Almería              | 99             |
| Murcia               | 125            |
| Granada              | 209            |

## Cultura

### Patrimonio
Entre su patrimonio destaca la Iglesia de la Sagrada Familia, que preside la parte alta del pueblo. Su promoción y construcción se debe al célebre ingeniero de minas y arqueólogo Luis Siret. Fue inaugurada en el mes de diciembre del año 1905. Debido al origen belga de su fundador, la iglesia presenta una serie de características arquitectónicas que la convierten en única. Su planta rectangular y su campanario rematado y ennoblecido en zinc le ofrecen un peculiar carácter centroeuropeo. Su fachada principal se encuentra presidida por el campanario y el pórtico de entrada, rematado con un vitral protegido con una rejería en la que se puede leer el año de construcción del templo. En su interior se encuentran obras de arte en ebanistería como la falsa bóveda de vigas que simula su techumbre, su coro sobre el pórtico principal, su púlpito a la izquierda del templo, así como la balaustrada que encierra el altar mayor. La iglesia está dedicada a la Sagrada Familia, cuya imagen preside el retablo tras el altar mayor. A la izquierda del altar mayor, junto a la escalera del púlpito y frente a la entrada de la sacristía, existe un austero altar con hornacina dedicado a Santa Bárbara, patrona de los mineros. Como curiosidad, el templo queda de espaldas al pueblo, ya que Luis Siret lo construyó mirando hacia su casa, situada en Las Rozas.

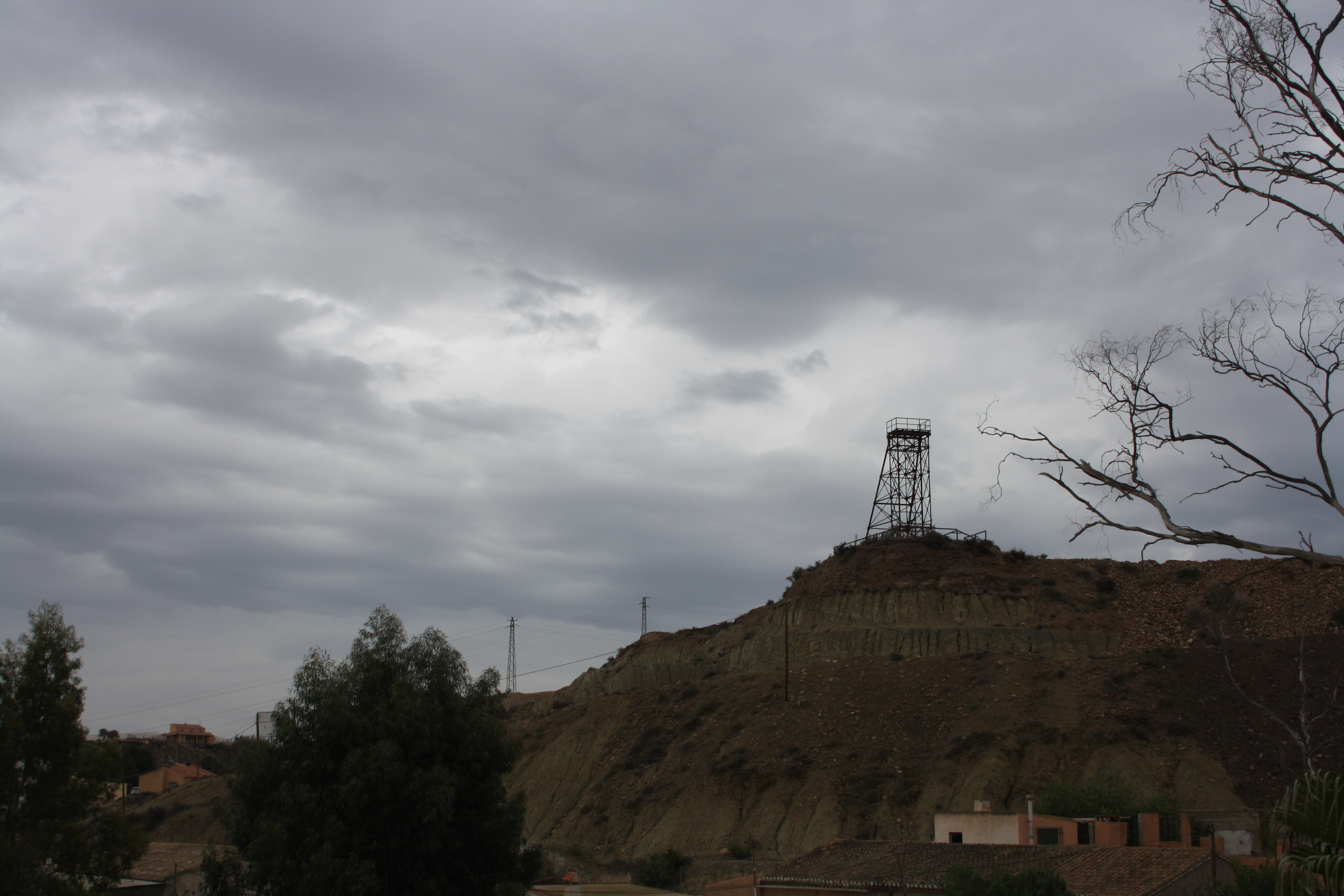
Vista de la Mina de la Alianza desde el pueblo.

El Castillete de la Mina de la Alianza se encuentra en la parte más alta del pueblo, desde el que se tiene una visión general de este. Data del siglo XIX, de estilo industrial. Es el vestigio minero aún conservado más próximo al pueblo. Este hecho, así como su ubicación privilegiada le ha otorgado carácter de monumento para la población. A su alrededor existe un mirador y, desde noviembre de 2019, una pequeña capilla exterior dedicada por el pueblo a Santa Bárbara, en honor a los mineros que trabajaron en Las Herrerías durante el auge de la minería, especialmente los siglos XIX y XX.
También destaca la Casa Grande de Almizaraque, de arquitectura burguesa, que fue residencia de Luis Siret; así como el poblado de Almizaraque, que es un yacimiento arqueológico de la cultura argárica.
Dentro del patrimonio arqueológico y minero se incluye igualmente el túnel del ferrocarril Las Herrerías-Villaricos y el Coto Minero de Las Herrerías.

### Fiestas
Las fiestas mayores se celebran el día del Corpus Christi, patrón de la pedanía, por lo que es una festividad que cambia de día todos los años en función del calendario religioso. La festividad cuenta con una noche de fiestas el sábado, y el domingo con una misa solemne y la procesión por el pueblo con el Corpus bajo palio, tras la cual los vecinos despiden las fiestas con un aperitivo. Durante la misa también tienen lugar las comuniones.
La población tiene fiestas menores, como la romería dedicada en noviembre a Santa Bárbara, patrona de los mineros, o el día de la bici, que se lleva celebrando décadas a mediados del verano, cuando toda la población va en bicicleta hasta la costa de la pedanía vecina de Villaricos.

## Herrerienses célebres
- Luis Siret (1860-1934), ingeniero, arqueólogo e ilustrador de origen belga.